# Ruslan și Ludmila (film din 1972)
Ruslan și Ludmila (titlul original: în rusă Руслан и Людмила, transliterat: Ruslan și Liudmila)  este ecranizarea operei omonime compozitorului Mihail Glinka, realizat în 1972 de regizorul Aleksandr Ptușko, 
după poemul omonim a scriitorului Aleksandr Pușkin, protagoniști fiind actorii Valeri Kozineț și Natalia Petrova. Filmul de două serii, a fost realizat în studioul Mosfilm.

## Conținut
Eroul filmului este bogatîrul Ruslan, care pleacă în căutarea miresei sale răpite, Ludmila. Pentru a-și salva iubita, Ruslan va trebui să învingă multe obstacole și să lupte cu vrăjitorii Cernomor și Naina.

## Distribuție
- Valeri Kozineț – Ruslan
- Natalia Petrova – Ludmila
- Vladimir Fiodorov – Cernomor
- Maria Kapnist – Naina
- Natalia Hrennikova – Naina tânără
- Andrei Abrikosov – cneazul Vladimir
- Igor Iasulovici – Finn
- Viaceslav Nevinnîi – Farlaf
- Oleg Mokșanțev – Rogdai
- Ruslan Ahmetov – Ratmir
- Serghei Martinson – ambasadorul bizantin
- Nikandr Nikolaev – primul ambasador
- Nikolai Kutuzov – al doilea ambasador
- Șavkat Gaziev – fiul unui ambasador
- Viktor Șulghin – președintele
- Aleksei Krîcenkov – bufonul
- Oleg Habalov – hanul peceneg
- Iuri Kireev – comandantul rus

## Premii
- 1976 — Festivalul Internațional de filme pentru copii și tineret, din Salerno (Italia) — Premiul special al juriului